# Pilosana cristata
Pilosana cristata är en insektsart som beskrevs av Nielson 1992. Pilosana cristata ingår i släktet Pilosana och familjen dvärgstritar. Inga underarter finns listade i Catalogue of Life.